# Brassolis lurida
Brassolis lurida är en fjärilsart som beskrevs av Hans Ferdinand Emil Julius Stichel 1902. Brassolis lurida ingår i släktet Brassolis och familjen praktfjärilar. Inga underarter finns listade i Catalogue of Life.